# メギドの戦い (紀元前15世紀)
メギドの戦い (メギドのたたかい、Battle of Megiddo) は、紀元前15世紀にトトメス3世率いるエジプト軍とカデシュ王率いるカナン連合軍との戦いである。
エジプト側が勝利し、カナン連合軍はメギドへ向けて敗走した。エジプト軍はメギドを七ヶ月にわたり攻囲したうえ開城させた。ファラオと共に従軍した書記の記録に基づいた複合弓の使用、死者数などの記録が残る歴史上最古の戦いである。テーベ（今日のルクソール）のカルナック神殿外壁にヒエログリフにより記録されている。